# Pseudomorpha vicina
Pseudomorpha vicina är en skalbaggsart som beskrevs av Notman. Pseudomorpha vicina ingår i släktet Pseudomorpha och familjen jordlöpare. Inga underarter finns listade i Catalogue of Life.